# Copris caliginosus
Copris caliginosus là một loài bọ cánh cứng trong họ Bọ hung (Scarabaeidae).